# Ignacy Matuszewski
Ignacy Hugo Stanisław Matuszewski (ur. 10 września 1891 w Warszawie, zm. 3 sierpnia 1946 w Nowym Jorku) – polski polityk, publicysta, dyplomata, kierownik Ministerstwa Skarbu II Rzeczypospolitej, pułkownik dyplomowany piechoty Wojska Polskiego, żołnierz wywiadu wojskowego, członek Międzynarodowego Komitetu Olimpijskiego. Zwolennik Józefa Piłsudskiego zaliczany do tzw. grupy pułkowników.
Syn Ignacego Matuszewskiego, znanego krytyka literackiego.

## Życiorys
Urodził się w mieszanej rodzinie polsko-żydowskiej, jako syn Ignacego Matuszewskiego i Anieli z domu Bein, neofitki pochodzącej z mieszczańskiej rodziny żydowskiej. Jego pradziadkiem ze strony matki był Zygmunt Merzbach, polski tłumacz, księgarz i wydawca oraz niemieckojęzyczny poeta żydowskiego pochodzenia. Prapradziadem Ignacego, także z matki strony był Lewi Lesser, znany polski kupiec żydowskiego pochodzenia.
Duży wpływ na Ignacego miał ojciec i jego otoczenie. Razem z Anielą Bein prowadzili dom otwarty w Warszawie przy ulicy Leopoldyny 4 (aktualnie Emilii Plater), którego stałymi bywalcami byli Gustaw Daniłowski, Julian Ochorowicz, Wacław Sieroszewski, Stefan Żeromski oraz Aleksander Głowacki (Bolesław Prus). Często powielana informacja, jakoby ten ostatni był ojcem chrzestnym Ignacego, jest nieprawdziwa. W Archiwum Państwowym w Warszawie zachował się akt chrztu, z którego wynika, że rodzicami chrzestnymi byli Aleksandra Biron i Zygmunt Kiltynowicz.
Ignacy Matuszewski studiował filozofię na Uniwersytecie Jagiellońskim, architekturę w Mediolanie, prawo w Dorpacie oraz nauki rolnicze w Warszawie.
Podczas I wojny światowej należał do realizatorów koncepcji Piłsudskiego w Rosji. Od grudnia 1914 roku służył w armii rosyjskiej, m.in. na stanowisku dowódcy oddziału wywiadowczego. Po rewolucji lutowej i obaleniu caratu w roku 1917 Matuszewski organizował Zjazd Wojskowych Polaków w Piotrogrodzie, później uczestniczył w formowaniu Korpusów Polskich w Rosji. W kwietniu 1917 roku był członkiem Tymczasowego Zarządu Związku Wojskowych Polaków Garnizonu Mińskiego (de facto Frontu Zachodniego). W grudniu 1917 roku wstąpił do I Korpusu Polskiego gen. Dowbora-Muśnickiego.
Na początku 1918 roku został zaocznie skazany na śmierć przez bolszewików – w odpowiedzi na wyrok 18 lutego 1918 na czele oddziału wojska polskiego zajął Mińsk, przepędzając z miasta garnizon bolszewicki. 20 lutego 1918 został komendantem miasta Mińska. Na karę śmierci skazali go także Niemcy, dlatego wyjechał do Kijowa. W kwietniu 1918 roku Matuszewski wstąpił do POW, w maju 1918 był organizatorem nieudanej próby przejęcia władzy nad I Korpusem Polskim z rąk Dowbora-Muśnickiego w twierdzy w Bobrujsku i niedopuszczenia do rozbrojenia korpusu przez Niemców (co po niepowodzeniu akcji nastąpiło). Następnie przebywał w Kijowie.
Po odzyskaniu niepodległości w listopadzie 1918 został skierowany do Oddziału II Naczelnego Dowództwa WP, by w kulminacji wojny polsko-bolszewickiej zostać w lipcu 1920 roku szefem Oddziału II. Po klęsce bolszewików, Piłsudski podsumował pracę Matuszewskiego następująco: Była to pierwsza wojna, którą Polska prowadziła od wielu stuleci, w czasie której mieliśmy więcej informacji o nieprzyjacielu niż on o nas. Uczestniczył w rokowaniach pokojowych w Rydze.
Z dniem 2 listopada 1923 został przydzielony z Rezerwy Oficerów Sztabowych Dowództwa Okręgu Korpusu Nr I do 23 pułku piechoty z jednoczesnym odkomenderowaniem na jednoroczny kurs doszkolenia w Wyższej Szkole Wojennej w Warszawie. 15 października 1924, po ukończeniu kursu i uzyskaniu dyplomu naukowego oficera Sztabu Generalnego, został przeniesiony do dyspozycji Ministra Spraw Wojskowych. 1 grudnia 1924 został awansowany na pułkownika ze starszeństwem z dniem 15 sierpnia 1924 i 19. lokatą w korpusie oficerów piechoty. Z dniem 15 grudnia 1924 został mianowany attaché wojskowym przy Poselstwie Polskim w Rzymie. W 1926 został przeniesiony do rezerwy. W 1934, jako pułkownik rezerwy piechoty, pozostawał w ewidencji Powiatowej Komendy Uzupełnień Warszawa Miasto III. Posiadał przydział do Oficerskiej Kadry Okręgowej Nr I.
Po przewrocie majowym 1926 jeden z czołowych reprezentantów prawicy obozu piłsudczyków. W latach 1926–1928 dyrektor Departamentu Administracyjnego Ministerstwa Spraw Zagranicznych. W 1927 otrzymał tytuł członka honorowego PZLA. W latach 1928–1929 poseł RP w Budapeszcie. W pracach nad zmianami konstytucyjnymi podjętych pod koniec lat dwudziestych przestrzegał przed dopuszczeniem mniejszości narodowych do równego z Polakami wpływu na państwo. W latach 1929–1931 kierownik Ministerstwa Skarbu i Minister Skarbu (w pięciu kolejnych gabinetach – od rządu Kazimierza Świtalskiego do rządu Walerego Sławka). W latach 1930–1931 był prezesem Polskiego Związku Tenisowego. W latach 1932–1936 czołowy publicysta „Gazety Polskiej”, której nakład wynosił wtedy 35 tys. egzemplarzy (po odejściu Matuszewskiego z redakcji nakład „Gazety Polskiej” spadł o połowę). Był również redaktorem naczelnym miesięcznika „Polityka Narodów”. Było to pismo geopolityczne, analizowało politykę zagraniczną poszczególnych państw, sytuację w najbardziej zapalnych regionach świata oraz miejsce Polski w świecie.

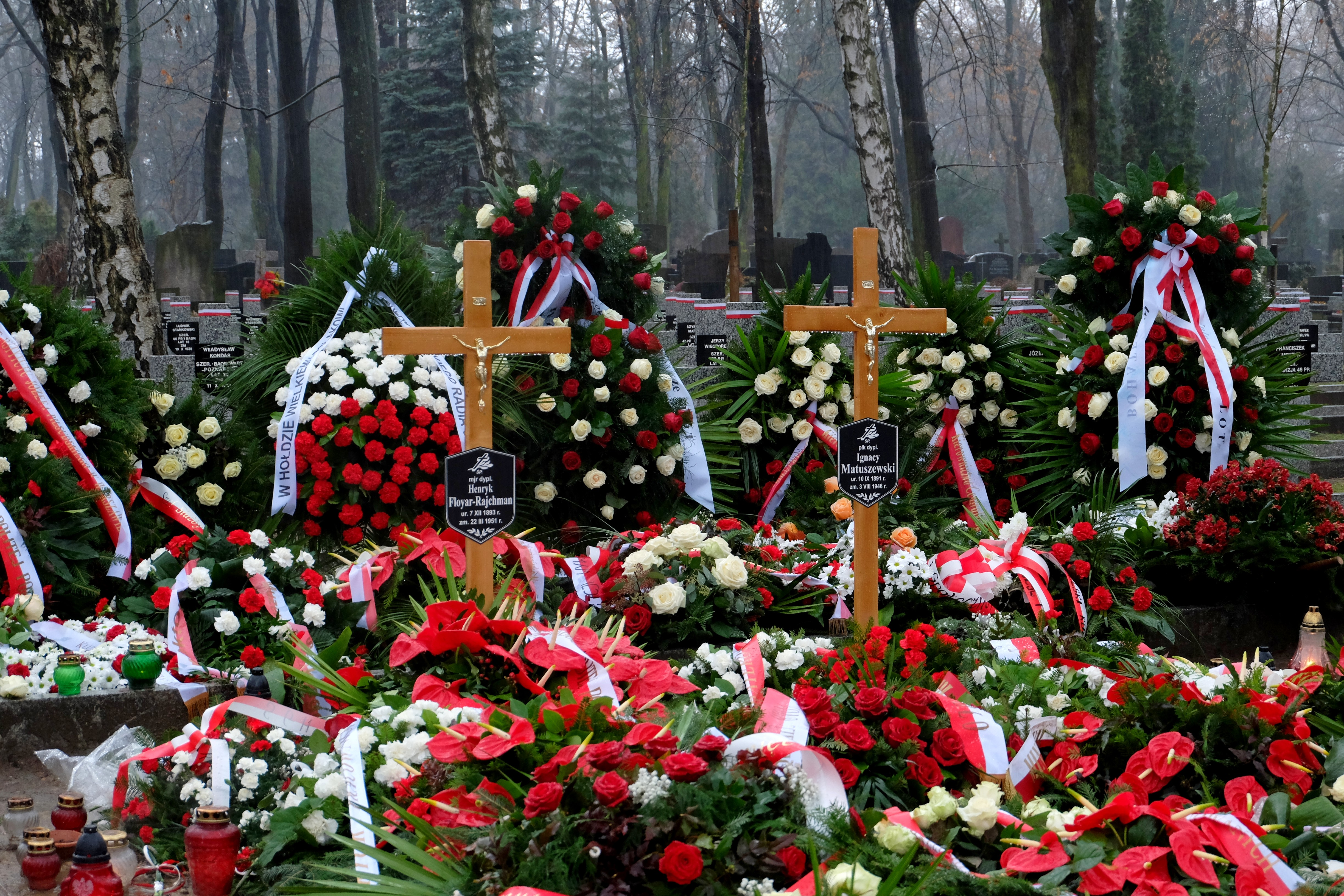
Groby pułkownika Ignacego Matuszewskiego i majora Henryka Floyar-Rajchmana po powtórnym pogrzebie na Cmentarzu Wojskowym na Powązkach

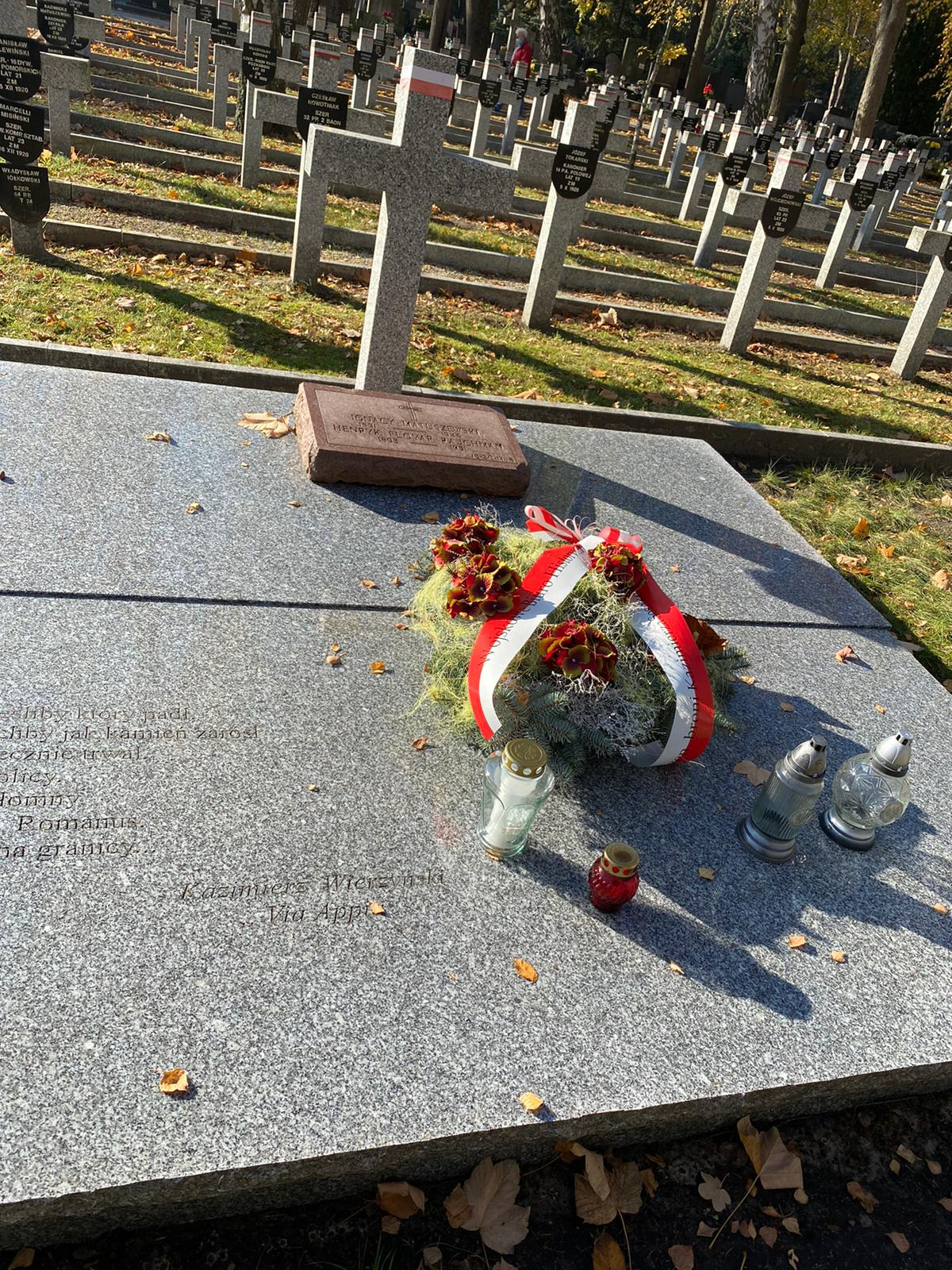
Groby pułkownika Ignacego Matuszewskiego i majora Henryka Floyar-Rajchmana na Cmentarzu Wojskowym na Powązkach (2023)

Przewidując rychły wybuch wojny i niebezpieczeństwa dla Polski, w marcu 1938 r. na łamach wileńskiego „Słowa” były minister skarbu rozpoczął kampanię na rzecz zwiększenia budżetu wojskowego i sformowania trzech dywizji pancernych. Po zajęciu przez Niemców Pragi (15 marca 1939) Matuszewski napisał w „Polityce Gospodarczej” artykuł o konieczności podwojenia szeregów polskiej armii. Zaniepokojona elita władzy skonfiskowała tekst Matuszewskiego, ale ukazał się on w nieco zmienionej wersji w „Słowie”. Był pesymistą, którego Józef Beck nie chciał słuchać. Obawiał się, że wojna doprowadzi Polskę do niespotykanej dotąd klęski. Krytyczny stosunek pułkownika do polityki Becka potwierdził na emigracji Władysław Studnicki.
Matuszewski uważał, że Polski nie stać na wojnę z Niemcami, przewaga wojskowa Niemiec jest tak ogromna – powtarzał w przededniu września 1939 r. – że w ciągu trzech miesięcy musimy tę wojnę przegrać z kretesem. Prorokował też rozstrzelanie Rzeczypospolitej przez dwóch agresorów – Niemcy i ZSRR.
We wrześniu 1939 r. organizator ewakuacji 75 ton złota Banku Polskiego (którą osobiście przeprowadził wraz z Henrykiem Floyar-Rajchmanem) poprzez Rumunię, Turcję i Syrię do Francji – gdzie przekazał je rządowi Rzeczypospolitej. Odsunięty od służby państwowej przez rząd gen. Władysława Sikorskiego, po upadku Francji (czerwiec 1940) wyjechał przez Hiszpanię, Portugalię i Brazylię do Stanów Zjednoczonych, gdzie dotarł we wrześniu 1941 r.
Przeciwnik polityki Sikorskiego wobec ZSRR wynikającej z układu Sikorski-Majski, którą zwalczał w publicystyce. Współorganizator (wraz z Wacławem Jędrzejewiczem i Henrykiem Floyar-Rajchmanem) Komitetu Narodowego Amerykanów Polskiego Pochodzenia (KNAPP) i Instytutu Józefa Piłsudskiego w Ameryce. Organizator polskiej opinii publicznej w USA przeciw polityce ustępstw wobec żądań Stalina.
Zmarł nagle w Nowym Jorku 3 sierpnia 1946.
Dwukrotnie żonaty. Pierwszą żoną Ignacego Matuszewskiego była Stanisława z Kuszelewskich (1894–1966) – pisarka, tłumaczka literatury anglojęzycznej, żołnierz Polskiej Organizacji Wojskowej i Armii Krajowej, po rozwodzie z Matuszewskim zamężna za gen. Ludomiłem Rayskim. Z małżeństwa ze Stanisławą Kuszelewską Matuszewski miał córkę Ewę. Drugą żoną została Halina Konopacka, z którą zawarł ślub w Rzymie 20 grudnia 1928.
Największym umiłowaniem jego życia – po śmierci Matuszewskiego wspominał Bohdan Podoski – była jedyna córka Ewa. Ofiarował jej kiedyś to, co cenił najwięcej – krzyże Virtuti Militari, pradziadowski i własny. Młoda dziewczyna zginęła w powstaniu warszawskim. Padła na posterunku jako sanitariuszka, opatrując rannych żołnierzy Armii Krajowej. Zagarnięta przez Niemców, których się nie ulękła, do końca wypełniając obowiązek, została przez nich rozstrzelana za „zbrodnię” okazania pomocy „ludziom wyjętym spod prawa”
Ewa Matuszewska, sanitariuszka w Pułku „Baszta”, została rozstrzelana w dniu 26 września 1944 w Alei Niepodległości w Warszawie.

## Upamiętnienie
18 listopada 2016 szczątki płk. Ignacego Matuszewskiego i mjr. Henryka Floyar-Rajchmana zostały ekshumowane na cmentarzu Calvary Cemetery w Woodside (Queens, Nowy Jork) w Stanach Zjednoczonych, po czym 23 listopada 2016 przywiezione do Polski, a 10 grudnia 2016 pochowane na Cmentarzu Wojskowym na Powązkach w kwaterze żołnierzy Wojska Polskiego poległych w wojnie 1920 roku (kwatera B13-1-32).

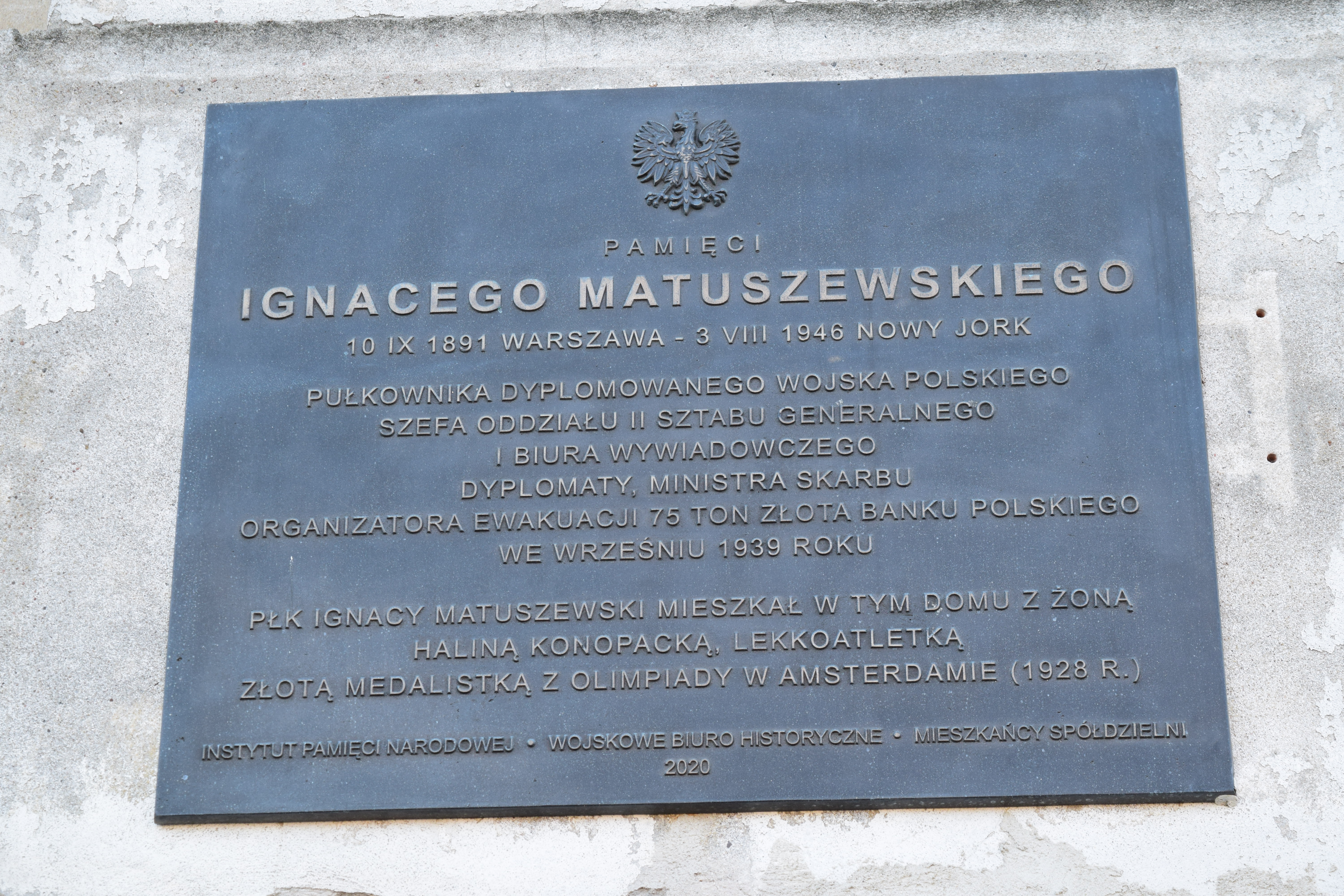
Tablica pamiątkowa na budynku przy ulicy Filtrowej 67/69 w Warszawie (adres obecny), poświęcona pamięci Ignacego Matuszewskiego

W 2016 roku Polska Wytwórnia Papierów Wartościowych wyemitowała banknot testowy z wizerunkiem Ignacego Matuszewskiego.

## Ordery i odznaczenia
- Krzyż Srebrny Orderu Wojskowego Virtuti Militari nr 5227 (28 lutego 1922)[23][24]
- Krzyż Komandorski z Gwiazdą Orderu Odrodzenia Polski (10 listopada 1928)[25][23][26]
- Krzyż Niepodległości z Mieczami (6 czerwca 1931)[27]
- Krzyż Oficerski Orderu Odrodzenia Polski (2 maja 1923)[23][28][29][30]
- Krzyż Walecznych (czterokrotnie[23][31], po raz 1 i 2 w 1922)[32]
- Medal Pamiątkowy za Wojnę 1918–1921[23]
- Złoty Wawrzyn Akademicki (4 listopada 1937)[33]
- Złota Odznaka Honorowa Ligi Obrony Powietrznej i Przeciwgazowej I stopnia[34]

- Wielki Oficer Orderu Legii Honorowej (Francja)[23]
- Kawaler Orderu Legii Honorowej (Francja)[23][31]
- Kawaler Orderu św. Maurycego i Łazarza (Włochy)[23][35]
- Order Wschodzącego Słońca IV klasy (Japonia)[23][31]
- Komandor Orderu Orła Białego (Jugosławia)[23][31]
- Krzyż Komandorski Orderu Korony Rumunii (Rumunia, 1922)[23][36]
- Komandor Orderu Gwiazdy Rumunii (Rumunia)[23][31]
- Order Krzyża Wolności I kategorii III klasy (Estonia, 1922)[23][37]
- Komandor I Klasy Orderu Białej Róży Finlandii (Finlandia)[31]
- Komandor Orderu Białej Róży Finlandii (Finlandia)[23]
- Komandor Orderu Wazów (Szwecja, 1923)[23][35][38]
- Krzyż Wielki Orderu Chrystusa (Portugalia, 1931)[23][39]
- Krzyż Wielki Orderu Zasługi (Węgry)[23]
- Krzyż Wielki Orderu Gwiazdy Polarnej (Szwecja)[23]